# Rubus ulmifolius var. ulmifolius
Rubus ulmifolius subsp. ulmifolius é uma variedade de planta com flor pertencente à família Rosaceae. 
A autoridade científica da variedade é Schott, tendo sido publicada em Isis (Oken) 2(5): 821 (1818).
Os seus nomes comuns são amoras-silvestres, silva, silva-brava ou silvado-bravo.

## Portugal
Trata-se de uma variedade presente no território português, nomeadamente em Portugal Continental e no Arquipélago da Madeira.
Em termos de naturalidade é nativa das duas regiões atrás indicadas.

## Protecção
Não se encontra protegida por legislação portuguesa ou da Comunidade Europeia.